# Censura de Wikipedia
La censura de Wikipedia es un tipo de censura en internet, dirigida al sitio web Wikipedia. La censura en Internet es un término general para el control, la supresión o el bloqueo obligatorio de lo que se puede tener acceso, divulgar, o ver en línea. 
La censura puede llevarse a cabo por gobiernos, organizaciones privadas, los administradores o por propia iniciativa. Las causas de la censura pueden ser diversas. Han sucedido en varias partes del mundo como en China, Rusia, Reino Unido, Francia y Pakistán; en algunos casos puede ser de tipo parcial o total. 
También existe una forma de autocensura simbólica, a modo de protesta de parte de la propia Wikipedia.

## Por países

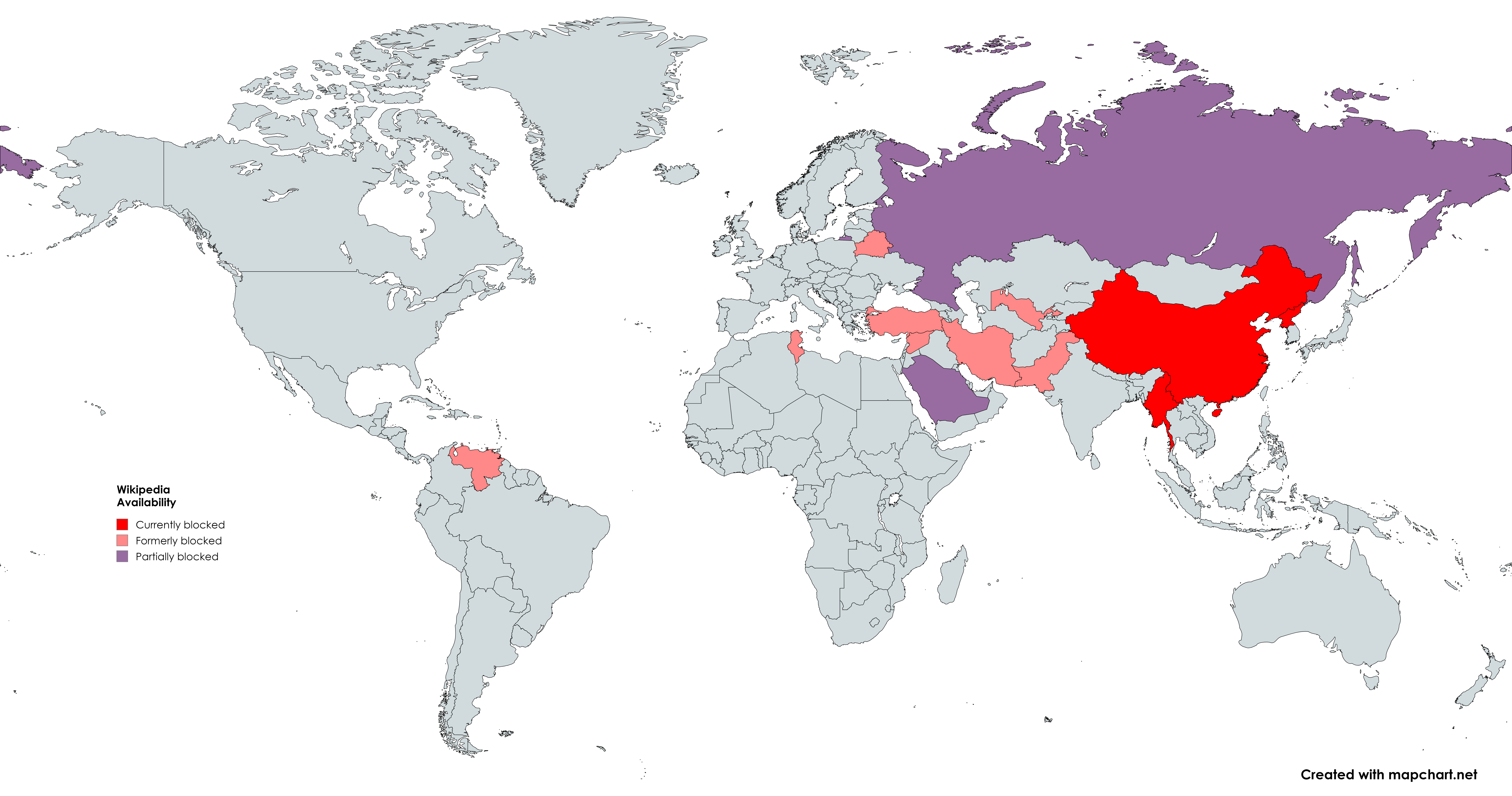
Disponibilidad de Wikipedia en agosto de 2024:
Actualmente bloqueada
Anteriormente bloqueada
Parcialmente bloqueada
No bloqueada

### Alemania
El 13 de noviembre de 2008, la versión de Wikipedia alemana fue bloqueada y redireccionada temporalmente hacia de.wikipedia.org, a raíz de una denuncia hecha por el diputado Lutz Heilmann en disconformidad con algunos datos de su biografía que figuraban en su propio artículo de la versión alemana. El tribunal del condado de Lübeck había asegurado que dicho bloqueo duraría cuatro semanas, pero el diputado retiró los cargos tres días después, el 16 de noviembre. También ha realizado acciones legales contra tres editores que habían participado de dicho artículo.

### Arabia Saudita
El 11 de julio de 2006, el gobierno saudita bloqueó el acceso a Google y Wikipedia por su contenido sexual y políticamente sensible. Muchos de los artículos de Wikipedia en inglés y árabe están censurados en Arabia Saudita.

### Bielorrusia
El 11 de marzo de 2022, la Agencia de Seguridad del Estado de la República de Bielorrusia, detuvo a Mark Bernstein, editor de la Wikipedia rusa de Minsk, que estaba editando el artículo de Wikipedia sobre la invasión rusa de Ucrania, acusándolo de difusión de materiales antirrusos y de seguir violando las leyes rusas sobre noticias falsas.
El 7 de abril de 2022, un tribunal de la ciudad de Brest, condenó al usuario Pavel Pernikau a dos años de prisión por tres ediciones de Wikipedia en bielorruso y ruso, Fue declarado culpable de descrédito de la República de Bielorrusia.

### Francia

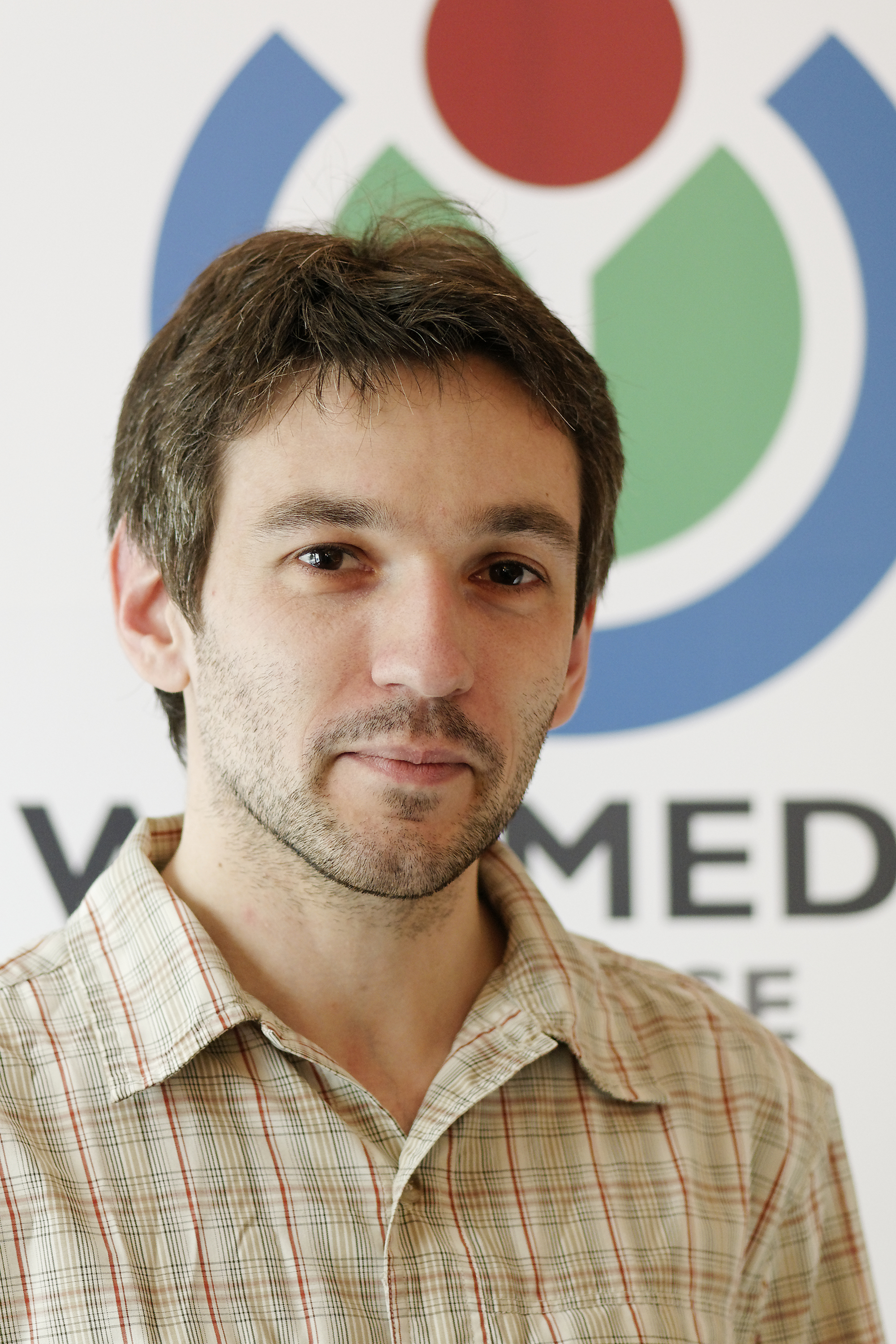
La agencia francesa de inteligencia del interior ordenó a Rémi Mathis, administrador de la Wikipedia francesa, que borrara un artículo.

En abril de 2013, un artículo de Wikipedia que describe la estación de radio militar de Pierre-sur-Haute atrajo la atención de la Dirección General de Seguridad Interior. La agencia intentó que el artículo sobre la instalación fuera retirado de la Wikipedia en lengua francesa. El DCRI presionó a Rémi Mathis, un residente francés y administrador de la Wikipedia francesa, para suprimir el artículo. La Fundación Wikimedia preguntó al DCRI qué partes del artículo fueron la causa del problema, señalando que la información del artículo refleja con exactitud un documental de 2004 realizado por Télévision Loire 7, una estación local de televisión francesa, que está disponible gratuitamente en Internet. La DCRI se negó a dar estos detalles, y reiteró su demanda de supresión del artículo. De acuerdo con un comunicado emitido por Wikimedia Francia el 6 de abril de 2013:

El DCRI convocó un a voluntario de Wikipedia en sus oficinas el 4 de abril 2013. Este voluntario, que fue uno de los que tienen acceso a las herramientas que permitan la eliminación de páginas, se vio obligado a borrar el artículo, mientras estaba en las oficinas del DCRI, fue puesto en tanto que estaría en custodia y sería procesado si no lo cumplía. Bajo presión, no tuvo más remedio que borrar el artículo, a pesar de explicar a la DCRI de que no es así como funciona la Wikipedia. Advirtió a los demás operadores del sistema que tratar de recuperar el artículo llevaría a cabo su responsabilidad ante la ley. Este voluntario no tenía ningún vínculo con ese artículo, ya que nunca lo había editado y ni siquiera sabía de su existencia antes de entrar en las oficinas DCRI. Fue elegido y convocado porque era fácil de identificar, dado sus acciones promocionales habituales de Wikipedia y proyectos de Wikimedia en Francia.
- Wikimedia Francia

Más adelante, el artículo fue restaurado por un contribuyente de Wikipedia residente en Suiza. Como resultado de la controversia, el artículo fue la página más leída en la Wikipedia en francés, con más de 120.000 visitas durante el fin de semana del 6-7 de abril de 2013. Además, el artículo ha sido traducido a varios idiomas, tras cobrar notoriedad a raíz del incidente. Algunos medios señalaron como un ejemplo del efecto Streisand en acción.

### Irán
En un informe de noviembre de 2013 publicado por el Centro de Estudios de Comunicación Global de la Universidad de Pensilvania, los investigadores Collin Anderson y Nima Nazeri escanearon 800.000 artículos de Wikipedia en idioma persa y encontraron que el gobierno iraní bloquea 963 de estas páginas. Según los autores, «los censores atacaron repetidamente páginas de Wikipedia sobre rivales del gobierno, creencias religiosas minoritarias y críticas al estado, a los funcionarios y a la policía. Poco menos de la mitad de las páginas Wiki bloqueadas son biografías, incluidas páginas sobre personas que las autoridades han declarado presuntamente detenidas o asesinadas». Anderson dijo que la Wikipedia persa, como un microcosmos de la Internet iraní, es un «lugar útil para descubrir los tipos de contenido en línea prohibido y una plantilla excelente para identificar temas de bloqueo de palabras clave y reglas de filtrado que se aplican en Internet». En mayo de 2014, según Mashable, el gobierno iraní bloqueó al menos dos páginas en la Wikipedia persa.
En 2015, el software de Wikipedia migró al protocolo HTTPS, dejando al gobierno iraní sin otra opción que bloquearlo por completo o no bloquearlo en absoluto. Irán eligió lo último. Wikimedia Commons fue bloqueado durante la primera mitad de 2016.

### India
El Tribunal Superior de Delhi ha bloqueado un artículo de la versión inglesa de Wikipedia relativo a una demanda por difamación heacha por la agencia de noticias india Asian News International contra la Fundación Wikimedia, hasta que el caso sea rehusado por el Tribunal Supremo de la India.

### Myanmar
El 21 de febrero de 2021, tras el golpe de Estado militar, Myanmar bloqueó Wikipedia en todos los idiomas como parte de la censura de la junta.

### Pakistán
Durante siete horas el 31 de marzo de 2006, todo el dominio de Wikipedia.org fue bloqueado en Pakistán porque un artículo contenía información relacionada con las controvertidas caricaturas de Mahoma.
La versión en inglés de Wikipedia fue bloqueada en Pakistán durante varios días en mayo de 2010 durante la controversia en torno al Día de Dibujar a Mahoma.

### Reino Unido
El 5 de diciembre de 2008, la IWF añadió a su lista negra las URL del artículo de Virgin Killer y la de su portada, ambas publicadas en la Wikipedia en inglés, con el argumento de ser «una imagen de abuso sexual infantil potencialmente ilegal». De acuerdo con Sarah Robertson, directora de comunicaciones de la organización, notificaron a Wikipedia el 4 de diciembre y al día siguiente decidieron incluirla; para entonces, también estaban considerando bloquear a Amazon, ya que igualmente poseía la imagen en sus servicios de venta. Robertson contó que la decisión de este bloqueo se tomó después de consultar con las «fuerzas de orden», en concreto con la Agencia de Explotación Infantil y Protección en Línea (CEOP, en inglés). En la escala que mide el nivel de ofensa del uno al cinco, la portada de Virgin Killer logró una calificación de un punto, es decir «menos ofensiva», y fue juzgada como una «pose erótica sin actividad sexual». Sobre el bloqueo, la IWF dio el siguiente comunicado:

Una página web de Wikipedia fue informada a través del mecanismo de denuncia en línea de IWF en diciembre de 2008. Al igual que con todas las denuncias de abuso sexual infantil recibidas por los analistas de nuestra línea directa, la imagen fue evaluada de acuerdo con el Consejo de Directrices de Sentencias del Reino Unido (página 109). Se consideró que el contenido era una imagen indecente potencialmente ilegal de un niño menor de 18 años, pero alojada fuera del Reino Unido. La IWF no emite avisos de eliminación a los ISP ni a las empresas de alojamiento fuera del Reino Unido, pero informamos a una de nuestras líneas directas asociadas en el extranjero y a nuestra agencia socia de aplicación de la ley sobre nuestra evaluación. Luego, la URL específica (página web individual) se agregó a la lista proporcionada a los ISP y otras empresas del sector en línea para proteger a sus clientes de la exposición inadvertida a una imagen indecente potencialmente ilegal de un niño.

### República Popular China
El bloqueo de Wikipedia en la República Popular China consiste en una serie de bloqueos de accesos impuestos por la República Popular China y los proveedores de servicios de Internet (ISP, por sus siglas en inglés) locales contra Wikipedia y otros sitios web de la fundación Wikimedia. La República Popular China y sus respectivos proveedores de servicios de Internet han adoptado una práctica de censura hacia sitios web de contenidos controvertidos para el gobierno chino. Los territorios de Hong Kong y Macao no están afectados por este tipo de censura.[cita requerida]

### Rusia
El 5 de abril de 2013, el Servicio Federal de Supervisión de Comunicaciones, Tecnología de la Información y Medios de Comunicación (también conocido como Roskomnadzor) confirmó que Wikipedia estaba en la lista negra. El mismo día, Roskomnadzor ordenó a la Wikipedia rusa que eliminara el artículo «Fumar cannabis», o de lo contrario bloquearían la totalidad de Wikipedia en Rusia. La censura en Internet se volvió más común después de que se aprobara una nueva ley alrededor de noviembre de 2013, que permite al gobierno bloquear contenido considerado ilegal o dañino para los niños.
El 18 de agosto de 2015, Roskomnadzor ordenó a los administradores de Wikipedia rusos que eliminaran un artículo sobre charas (Чарас), un tipo de cannabis, antes del 21 de agosto de 2015 o de lo contrario bloquearían Wikipedia (que ejecutaron de forma limitada el 25 de agosto). Un tribunal provincial ruso determinó que el artículo contenía una descripción detallada para fabricar un narcótico, por considerarlo información prohibida. Roskomnadzor explicó que «en la medida en que Wikipedia haya decidido funcionar sobre la base de https, que no permite restringir a páginas individuales en su sitio, todo el sitio web sería bloqueado» si no cumpliera. En respuesta al bloqueo inminente, el director de Wikimedia RU Vladimir Medeyko argumentó que el artículo ya había sido reescrito de manera oportuna y adecuada para eliminar los puntos controvertidos y satisfacer la orden, utilizando artículos científicos y documentos de la ONU.
El 31 de marzo de 2022, Roskomnadzor amenazó con demandar a Wikipedia por una cifra mayor de 4 millones de rublos para que elimine información que contradiga la narrativa oficial de Moscú sobre la invasión de Rusia a Ucrania.

### Siria
El acceso a la Wikipedia en árabe se bloqueó en Siria entre el 30 de abril de 2008 y el 13 de febrero de 2009, aunque las ediciones en otros idiomas permanecieron accesibles.

### Túnez
El sitio web de Wikipedia estuvo inaccesible desde Túnez entre el 23 y el 27 de noviembre de 2006.

### Turquía
El bloqueo de Wikipedia en Turquía se refiere a la decisión de las autoridades turcas, el 29 de abril de 2017, de bloquear el acceso en dicho país a las versiones de Wikipedia en todos los idiomas. Las restricciones forman parte de la purga política tras el intento de golpe de Estado en 2016, un reciente referéndum constitucional y una censura parcial contra Wikipedia en años anteriores. El bloqueo se levantó en enero de 2020.
Los informes iniciales fueron publicados por el grupo digital independiente Turkey Blocks en la mañana del 29 de abril, en los que se advertía de la restricción del acceso a todas las versiones de la enciclopedia en Turquía. Varios medios se hicieron eco de dicho acontecimiento. Reuters y BBC informaron de que las autoridades turcas habían bloqueado el acceso a Wikipedia en Turquía alrededor de las 5:00 UTC. La Autoridad de Información y Tecnologías de Comunicación de Turquía no dio una razón oficial y se limitó a informar que «después de un análisis técnico y la consideración legal basada en la Ley n.º 5651 (sobre Internet), se tomó una medida administrativa para este sitio web». Mientras que la Voz de América informó  que medios turcos señalaron que el bloqueo era producto de «contenidos relacionados con terrorismo».
El 29 de abril de 2017 a las 08:00, tiempo local, entró en vigor un bloqueo a todas las ediciones de Wikipedia, ordenado por un juez en Ankara a petición de la Autoridad de las Tecnologías de la Comunicación y la Información (BTK, por sus siglas en turco), el órgano regulador nacional.

### Venezuela
En la tarde del 12 de enero de 2019, el observatorio de internet NetBlocks recolectó evidencia técnica del bloqueo de todas las ediciones de Wikipedia en Venezuela. Las restricciones fueron implementadas por CANTV, el proveedor de telecomunicaciones más grande del país. NetBlocks identificó una interrupción importante de la red afectando a la infraestructura de telecomunicaciones, que coincidió con otras restricciones afectando la capacidad de los venezolanos para acceder a la información en las 24 horas previas. Se cree que la causa es un intento de suprimir el artículo de Wikipedia del recién nombrado presidente de la Asamblea Nacional Juan Guaidó, que lo incluía como «51.° Presidente de la República Bolivariana de Venezuela». La información recolectada también muestra varios sitios web que recientemente habían sido restringidos, significando que la inestabilidad política en el país puede ser la causa principal de un régimen mayor control del Internet.

### Brasil
En 2013, la cantante Rosanah Fienngo presentó una demanda contra Wikipedia y Google, alegando que «su biografía contenía información ofensiva y engañosa», refiriéndose a su edad en ese momento, que Wikipedia informó que tenía 58 años y ella afirmó tener 44 años. En 2017, el Tribunal de Justicia de Río de Janeiro (TJ-RJ) desestimó el recurso de apelación en segunda instancia, de la acción que Fienngo ya había perdido en primera instancia, cuya sentencia se basó en que «la información revelada tenía como referencia los datos inscritos en el registro de candidaturas del Tribunal Superior Electoral (TSE)». En 2012 se postuló para concejal en Río de Janeiro, pero no fue elegida.
En 2019, el aviso del Ministerio de Educación solicitó la exclusión de la entrada del entonces ministro Abraham Weintraub, por contener supuestas «informaciones no confirmadas» que tuvieron el efecto de contribuir «a interpretaciones dudosas». Poco después, la comunidad de Wikipedia de habla portuguesa preparó una respuesta de rechazo, afirmando que Wikipedia operaba de acuerdo con reglas muy diferentes a las adoptadas por el MEC.
En noviembre de 2022, la Policía Federal de Carreteras envió una carta a la Fundación Wikimedia solicitando la eliminación de la página sobre el entonces director general de la institución, Silvinei Vasques, así como la identificación de los editores involucrados en la edición de la entrada. El documento afirma que el texto contiene varias informaciones falsas, como, por ejemplo, la caracterización de Silvinei como «bolsonarista». Sin embargo, la carta reconoce que toda la información se basa en publicaciones periodísticas. La carta acusa de «exposición indebida» a la corporación y al director. El director de inteligencia del PRF, Luís Carlos Resichak Júnior, firma un extracto del documento en el que afirma que hay un sesgo político en las ediciones.

### Portugal
El Tribunal de Apelación de Lisboa ordenó, el 11 de mayo de 2023, la eliminación de la información sobre la relación de César do Paço con el partido Chega presente en el artículo de Wikipedia, aceptando así parcialmente el recurso interpuesto por los abogados de Paço contra la enciclopedia, después de que la demanda fuera rechazada. en la primera instancia. El Tribunal considera que el contenido de la página provoca «estrés, angustia, miedo para usted y su familia», además de implicar una vulneración de los derechos de la personalidad y posibles «efectos discriminatorios». Se estableció una multa diaria de 500 euros por incumplimiento de la medida. Además de eliminar el contenido, la enciclopedia también debe identificar a los editores involucrados en la preparación del artículo.

## Bloqueo autoimpuesto
El apagón de Wikipedia en inglés fue una medida de protesta en rechazo a las propuestas de ley estadounidenses SOPA y PIPA llevada a cabo el día 18 de enero de 2012. Consistió en un bloqueo autoimpuesto impidiendo ingresar al contenido del sitio, y mostrando en cambio una pantalla negra donde se leía «Internet debe seguir siendo libre», ejemplificando que es lo que puede suceder con la censura en internet. A pesar de que fue llamada «apagón», los servidores de Wikipedia no dejaron de funcionar, y el contenido siguió estando disponible si se utilizaba algún mecanismo para saltar el bloqueo. La medida comenzó a las 05:00 horas UTC y terminó a la misma hora del día jueves 19 de enero de 2012. Es el primer «corte» que registra Wikipedia tras casi once años ininterrumpidos de servicio en la web.
El apagón de Wikipedia formó parte de una serie de protestas protagonizadas por varios sitios web con diferente grado de adhesión. Otros sitios que decidieron dar de baja sus servicios por un día fueron por ejemplo WordPress y Cuevana, mientras que otros como Google y la Fundación Mozilla optaron por incluir en sus páginas avisos de protesta con enlaces donde se podía conseguir más información y contactos de los representantes legislativos. Google por ejemplo puso en su página de Estados Unidos un doodle cubierto por una placa oscura y una leyenda que decía: «por favor no censuren la web».